# Golf Park
Golf Park es una localidad de Santa Lucía que forma parte del distrito de Gros Islet.

## Toponimia
La localidad también es conocida por el nombre de Cap Estate/Golf Park.